# Ali Mohsen al-Ahmar
Ali Mohsen Saleh al-Ahmar, a volte soprannominato Muhsin, (in arabo علي محسن صالح الأحمر‎?; Sana'a, 20 giugno 1945) è un politico e generale yemenita, vicepresidente dello Yemen dal 2016 al 2022.
È un generale dell'Esercito yemenita ed era il comandante del distretto militare nord-occidentale. Ha avuto un ruolo di primo piano nella creazione del Congresso Generale del Popolo (Yemen).
È stato nominato vice comandante supremo delle forze armate yemenite il 22 febbraio 2016. "L'Hadi dello Yemen nomina il massimo generale nel tentativo di radunare le tribù". Dopo che il presidente 'Abd Rabbih Mansur Hadi lo ha nominato vicepresidente dello Yemen il 3 aprile 2016. Questo incarico creò una grande controversia tra obiettori e sostenitori, ma la maggior parte di essi lo considerò un forte messaggio del presidente Hadi e della coalizione guidata dai sauditi per l'intenzione di usare i militari per riprendere il controllo della capitale. Ciò è stato possibile grazie al rapporto flessibile e forte che Mohsen ha avuto con le persone delle tribù che circondano la Capitale, Sana'a e alcuni comandanti militari che saranno fedeli al lato della legittimità grazie a questo incarico.

## Biografia
Nasce a Sanhan, un sobborgo sud-orientale di Sana'a, dove ha ricevuto la sua istruzione primaria e secondaria. Non è un membro della famiglia al potere al-Ahmar della tribù Hashid.

### Allenamento militare
Ali Mohsen al-Ahmar si unì alla quarta brigata militare dell'Esercito del Regno Mutawakkilita dello Yemen nel 1961. Fu promosso come primo luogotenente nelle forze meccanizzate dell'esercito della Repubblica Araba dello Yemen nel 1968 e partecipò alla Guerra civile del Nord Yemen dal 1962 al 1967, combattendo dalla parte repubblicana. Quindi si unì all'Accademia militare dello Yemen nel 1971 e ottenne la laurea nel 1974. Dopo la laurea presso l'Accademia militare dello Yemen, è stato promosso al grado di capitano. Entrò a far parte dell'Istituto Al-Tholaya di Taiz e nel 1969 ottenne un certificato di Leadership per battaglioni. Ha ottenuto il suo dottorato di ricerca all'Accademia militare di Nasser al Cairo nel 1974. Ha continuato a ricevere promozioni fino a quando non è diventato un grande generale nel 2007. Un decreto presidenziale emesso da Abdrabbuh Mansur Hadi lo ha promosso tenente colonnello e successivamente è stato nominato vice comandante supremo delle forze armate dello Yemen il 22 febbraio 2016.

## Carriera

### Carriera politica e militare
Ali Mohsen al-Ahmar iniziò la sua carriera militare nella Brigata Al-Maghawir, come leader di una compagnia di fanteria nel 1970, poi si unì alla 1ª Brigata Corazzata e divenne comandante di una compagnia di carri armati nel 1975, divenne comandante del 4 ° battaglione indipendente di carri armati nel 1977.
Era vicino ad 'Ali 'Abd Allah Saleh dal 1973 e quando Saleh prese il potere nel 1978, Mohsen fu promosso colonnello nel 1979 e gli fu dato il comando di una delle Brigate Corazzate. Nel 1983 divenne Capo di Stato Maggiore della 1ª Divisione Corazzata, nonché il comando della 1ª Brigata della 1ª Divisione Corazzata. È diventato comandante del distretto militare nord-occidentale l'8 gennaio 1995. Il 22 gennaio 2001 fu nominato comandante della 1ª divisione corazzata e del distretto militare nord-occidentale. È diventato consigliere del presidente per gli affari della difesa e della sicurezza il 10 aprile 2013.
Nel 2004 il presidente Ali Abdullah Saleh lo ha assegnato a guidare le operazioni militari contro la milizia Houthi. È stato capo del Consiglio locale per lo sviluppo cooperativo del distretto di Sanhan - il Governatorato di Sana'a nel 1975, per tre sessioni, ognuna per un periodo di tre anni. Nel 1980 è stato membro del comitato del Dialogo nazionale che ha redatto il Patto nazionale che era considerato il documento universale per tutte le componenti politiche che erano soggette al partito del Congresso del popolo generale.
Nel 1980 Mohsen partecipò all'istituzione del partito del Congresso del popolo, presieduto dal presidente Ali Abdullah Saleh, e fu membro del comitato permanente della GPC per tre sessioni consecutive dal 1980 al 1989. Successivamente divenne membro del Comitato di difesa del partito GPC.
Mohsen è stato un membro primario ed efficace del comitato preparatore per la Riunificazione dello Yemen durante il processo negoziale e ha partecipato all'integrazione e alla ristrutturazione delle forze armate dello Yemen dopo l'unificazione. È stato nominato vicedirettore del comitato militare congiunto yemenita-saudita per aver assicurato la sicurezza e l'equilibrio militare tra i due paesi e risolto le questioni relative alle frontiere.
Mohsen è noto per avere tendenze Salafiti e per sostenere un programma politico islamico più radicale di Ali Abdullah Saleh. Egli ha potenti sostenitori in Arabia Saudita e ha aiutato i sauditi nella creazione di istituzioni wahhabita / salafiti nella Zaydi cuore di Sa'da creando tensioni interne.

### Vicepresidenza
Il 3 aprile 2016, il presidente 'Abd Rabbih Mansur Hadi nominato Mohsen alla carica di Vicepresidente dello Yemen. Da allora Mohsen ha servito la nazione dello Yemen in tale veste. Dopo essere stato nominato Vice Presidente, ha svolto un ruolo importante nell'attivazione dei fronti di combattimento contro gli Houthi e Saleh, oltre a supervisionare molte battaglie tra cui Marib, Midi, Taiz e Shabwah.
L'ordine del giorno della riunione si è concentrato sugli ultimi sviluppi nel paese e sullo stato di avanzamento del lavoro della task force. Da allora, Ali Mohsen è diventato il capo del gruppo antiterroristico nello Yemen che comprende gli Stati Uniti d'America, l'Arabia Saudita e gli Emirati Arabi Uniti. Mohsen ha diviso le prove collettive per trasferire sul campo le competenze nei settori della sicurezza, dell'esercito e dell'intelligence e il coordinamento per la costruzione di unità militari per combattere il terrorismo e reprimere i trafficanti.

### Iniziative imprenditoriali
Secondo l'ambasciatore Thomas C. Krajeski, Mohsen è stato uno dei principali beneficiari del traffico di Diesel e ha accumulato una fortuna nel contrabbando di armi, alimenti di base e prodotti di consumo. Insieme ai figli dello sceicco Abdullah al-Ahmar e Ali Abdullah Saleh, stavano guadagnando milioni lavorando con il traffico di diesel e il mercato nero, usando veicoli militari e il personale del National Security Bureau e del Central Security Organization per spostare il carburante nei mercati dello Yemen e dell'Arabia Saudita. Queste accuse sono assolutamente smentite da Mohsen:" il favoritismo e le operazioni di contrabbando erano un difetto comune nelle unità dell'esercito e la decisione di combattere che era sotto l'autorità del presidente Saleh ", ha sottolineato Mohsen.

## Rivoluzione del 2011
Il massacro di (Friday of Dignity) si è verificato in una piazza a Sana'a, che era la piazza per le proteste contro il presidente 'Ali 'Abd Allah Saleh . Dopo che i manifestanti hanno terminato la Jumuʿa, uomini armati mascherati hanno iniziato a sparare contro di loro per più di tre ore. Hanno ucciso circa 45 manifestanti e feriti circa 200. Secondo Human Rights Watch il numero di morti potrebbe aver raggiunto le 54 vittime a seguito di lesioni alle persone colpite. Inoltre, circa 40 dei feriti sono stati colpiti alla testa, al torace e ad altre parti della parte superiore del corpo da armi semi-automatiche che sono state descritte da funzionari medici, avvocati e manifestanti come un lavoro da abili cecchini.
Secondo quanto riferito, le relazioni tra Saleh e Mohsen si erano inasprite anni prima dell'insurrezione a causa delle sue rivalità con due figli del presidente. Questo inasprimento delle relazioni portò a un apparente tentativo del presidente Saleh di uccidere Mohsen chiedendo ai comandanti militari dell'Arabia Saudita di bombardare una presunta base ribelle che era in realtà il quartier generale di Mohsen. Il 21 marzo 2011, Mohsen ha dichiarato che avrebbe protetto i manifestanti antigovernativi yemeniti, insieme ad altri importanti comandanti dell'esercito yemenita, in una mossa che è stata successivamente condannata come "ammutinata" dal presidente Saleh. Le forze precedentemente sotto il comando di Mohsen, in particolare la 1st Armored Division, furono assorbite dal ministero della Difesa.

## L'acquisizione di Sana'a da parte di Houthi nel 2014
Il 16 settembre, scoppiarono scontri armati nella Sana'a nord-occidentale tra la milizia Houthi e alcune unità dell'esercito guidate da Moshen. Dopo quattro giorni di combattimenti, al-Ahmar si è spostato verso il quartier generale della regione militare VI (la precedente 1st Armored Division, che Ahmar guidava prima di essere licenziato e nominato consigliere del presidente per gli affari della difesa e della sicurezza nel 2012) . Non si conformò alle direttive del presidente e del ministro della Difesa e guidò le battaglie contro gli Houthi stessi, in quello che era visto come un possibile tentativo di colpo di Stato. Mohsen non ottenne alcuna vittoria, e in due giorni gli Houthi presero il controllo della maggior parte degli edifici governativi di Sana'a, inclusi gli edifici della televisione di stato, la radio di stato, l'ufficio del primo ministro, il comando generale delle forze armate, il Ministero della Difesa, la Banca centrale dello Yemen e la regione militare VI.

### Esilio
A seguito dell'acquisizione da parte di Houthi della capitale yemenita Sana'a, si vociferava che Sadiq al-Ahmar, membri della famiglia al-Ahmar e anziani della tribù degli Hashid fuggirono dallo Yemen verso l'Arabia Saudita o in Qatar. Ma Sadiq è apparso in una videoregistrazione più tardi a Sana'a ed era ancora lì. Si credeva anche che Mohsen avesse cercato rifugio in Arabia Saudita o in Qatar, ma recentemente si è notato che l'ambasciata saudita a Sana'a ha preparato un elicottero e ha coordinato la sua partenza nel Regno dell'Arabia Saudita dopo l'ascesa al potere di Houthi. A causa della sua assenza, le sue case di Hadda, un quartiere di Sana'a, furono conquistate dai combattenti Houthi.

## Guerra civile yemenita del 2015
Dopo aver lasciato lo Yemen a seguito dell'acquisizione di Houthi, Mohsen è tornato nello Yemen per guidare l'operazione militare nel Governatorato di Hajja settentrionale dello Yemen nel dicembre 2015 e ha trasferito il suo quartier generale nel Governatorato di Ma'rib nel 2016. Da quando è stato nominato Vicepresidente nel 2016, ha svolto un ruolo importante nell'attivare i fronti di combattimento contro gli Houthi e Saleh, oltre a supervisionare molte battaglie tra cui la Campagna Ma'rib, la Battaglia di Port Midi, la Campagna Taiz e nel Governatorato di Shabwa.
Mohsen gode di una grande influenza nelle tribù e tra gli ufficiali militari dello Yemen e viene visto come l'attuale sovrano nel nord dello Yemen. Partecipa a incontri regolari e parla con gli ambasciatori di USA, Regno Unito e dei dieci paesi sponsor dell'Iniziativa del Consiglio di cooperazione del Golfo, seguito dalle sue successive dichiarazioni a sostegno dei colloqui di pace in Kuwait nell'aprile 2016.